# Bratyszki
Bratyszki (ros. Братышки) – wieś (ros. деревня, trb. dieriewnia) w zachodniej Rosji, w osiedlu wiejskim Ponizowskoje rejonu rudniańskiego w obwodzie smoleńskim.

## Geografia
Miejscowość położona jest nad Titowką, 10,5 km od granicy z Białorusią, przy drogach regionalnych 66N-1610 (66K-30 – Szmyri) i 66N-1627 (Bratyszki / 66N-1610 – Babotki), 5,5 km od drogi regionalnej 66K-30 (Diemidow – Ponizowje – Zaozierje), 9 km od drogi regionalnej 66K-28 (Diemidow – Rudnia), 14 km od centrum administracyjnego osiedla wiejskiego (sieło Ponizowje), 25 km od centrum administracyjnego rejonu (Rudnia), 70 km od Smoleńska.
W granicach miejscowości znajdują się ulice: Centralnaja, Mołodiożnaja, Sołnecznaja, Szkolnaja.

## Historia
W czasie II wojny światowej od lipca 1941 roku dieriewnia była okupowana przez hitlerowców. Wyzwolenie nastąpiło w październiku 1943 roku.
Uchwałą z dnia 20 grudnia 2018 roku w skład jednostki administracyjnej Ponizowskoje weszły wszystkie miejscowości zlikwidowanego osiedla wiejskiego Klarinowskoje (w tym Bratyszki).

## Demografia
W 2010 r. miejscowość zamieszkiwało 56 osób.